# 셰어리즘

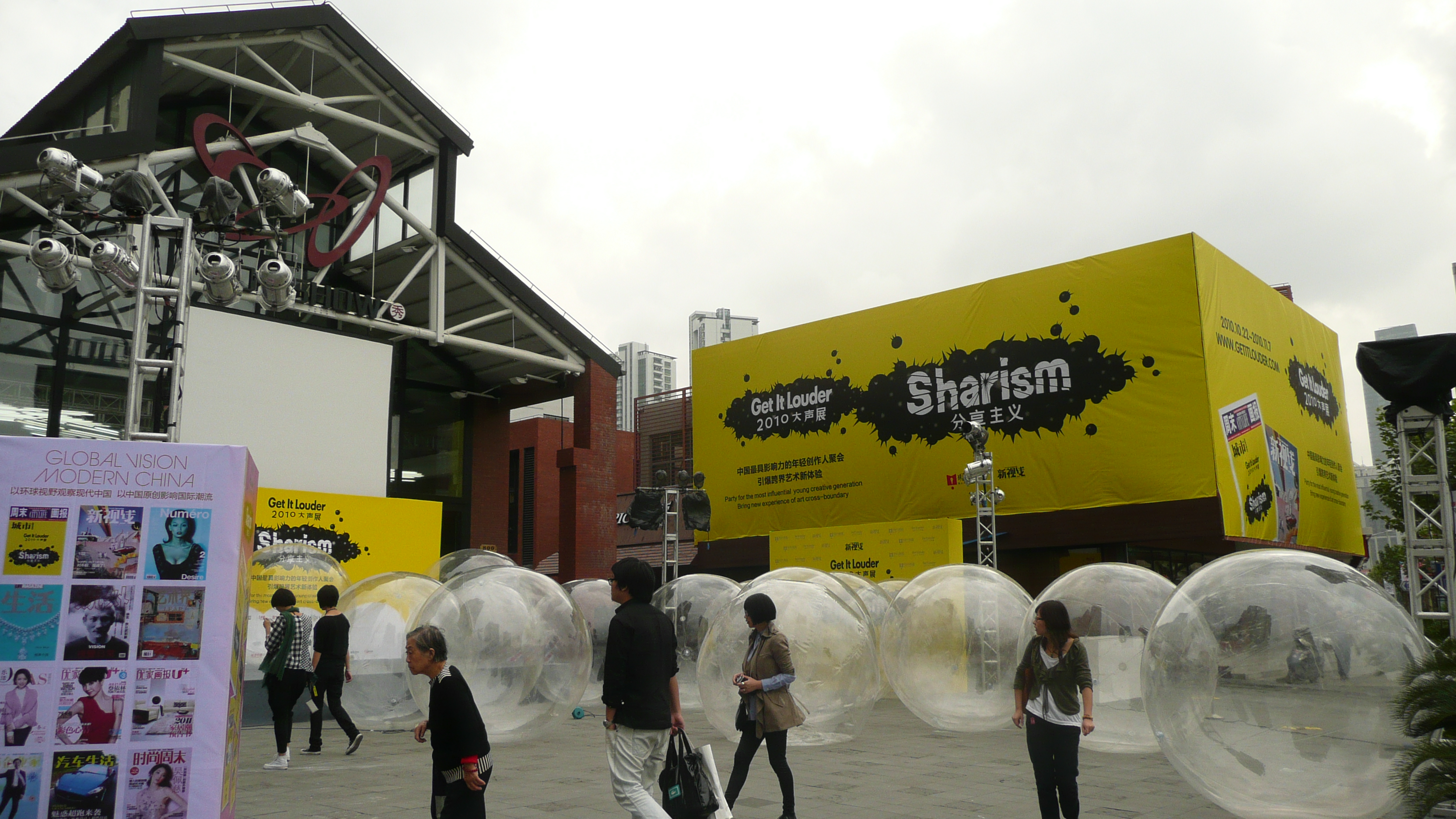
Get It Louder Sharism exhibition in Shanghai.

셰어리즘(Sharism) 은 내용이나 생각을 나눈 결과물의 가치로서 협력적인 관계를 바탕으로 한 철학용어이다. Sharism 은 한 커뮤니티 안에서 어떤 것을 나누는 행위는 결과적으로 참여자 모두에게 해당의 가치를 생산한다는 의미로서: “나누면 나눌수록 자신에게 더 많이 돌아온다.”(The more you share, the more you receive)는 속담이 이에 속한다. 지식은 군중에 의하여 생산되므로, 이러한 분배된 소유권은 개개인 모두의 참여를 통해 가치가 분배된 제품과 서비스를 생산하게 된다.

## 용어의 역사
“Sharism : 마인드 혁명”이라는 타이틀을 가진 에세이의 Issac Mao는 온라인 정보의 공개분배모델과 인간두뇌신경네트워크의 공개분배모델 사이의 공통점과 차이점을 비교분석했다. 급부상하는 사회적두뇌 논리에 따르면, 나눔을 통한 자율권의 부여의
과정은 사회적 관계를 재고하는 공통적인 방법이라고 Mao는 주장한다. “Sharism”
은 특히 중국에서 공개적 웹사이트 활성화와 인터넷 검열방지에 집중되어있다.
“Sharism” 용어와 실천 모든 방면에서의 선구자는 “Lessing” 과 “Ou Ning”이다. 2010년
북경에서 열린 “Creative Commons” 라는 강연에서 중국의 창조사업과 지적재산법
분야의 열린 마음과 혁명 ”Sharism”이라는 용어는 훨씬 드물게 언급되었다. 2010년
상해비엔날레전시회”Get it Louder”에서도 “Ou Ning”은 큐레이터로서의 자신의
역할에서 “Sharism”을 주제로 선택하였다. 이 전시회 관련 인터뷰에서 “Ou
Ning”은 “Sharism”은 공적과 사적인 영역사이에 점차 복잡하게 연결된 관계를 탐색하는
하나의 “인터넷용어”라며 이를 보다 깊이있게 설명하였다. 2012년 “Sharism” 연구소는
현실세계에서의 적용을 위한 이론과 실천적 배경을 제공하고자 하는 목적하에 창립되었다.

## 이벤트와 생산품
“Sharism”이벤트의 몇몇 종류는 사람들이 만나서 그들이 각자 좋아하거나 생산한 것들을
나누고 공유하기 위해 만들어졌다. 2010년 10월 상해 “Get it louder” 페스티벌에서
개최된 “Sharism” 포럼에서는 국제 발언가와 실습가 및 활동가들이 한자리에
모여 “Sharism”에 대한 생각을 나누며 토론의 시간을 가졌다.
“Sharism Presents” 라고 불리는 또다른 이벤트에서는 청중과 함께 그들이 원하는
무엇이든 공유하도록 비공식적인 자리가 제공되었다. 2010년이래로 “Sharism Presents”
이벤트는 암스트르담, 상해, 북경, 마드리드, 바르셀로나, 브루셀, 베를린,
몬트리올, 싱가폴, 홍콩, 도쿄, 서울 등 전세계 여러도시에서 개최되었다.
북경, 도하 및 월소우등 도시에서 열린 바 있는 “Sharism” 워크샾은 음악가와
디지털예술가와 디자이너 등 각종 예술계 전문가들이 한자리에 모여 나눔이라는 행위를
통한 공동의 생산물을 위한 틀을 제공한다. “Sharing Agreement” 는 점차 복잡해지는
라이센스와 관계된 일을 위하여 만들어졌다.

## 비평
예술계에서
전해지는
“Sharism”의
위험성은
현대적인
것은
언제나
아방가르드(문학・예술에서 전위적인 사상) 적이어야 한다고 사람들이 믿게 유도하는
것이다.

## 기타 참고 문헌
- Creative Commons
- Free Software

## 같이 보기
- 공유 경제
- 크리에이티브 커먼즈
- 일반인 기반 공동 생산방식
- 카피레프트
- 사회주의